# Teresa de Pedro
María Teresa de Pedro Lucio (Malillos de Sayago, Zamora, 1944) es una física española, experta en robótica y precursora de los programas de inteligencia artificial, origen del vehículo sin conductor.

## Biografía

### Formación universitaria: la física
Sus padres le dieron la oportunidad de recibir una formación académica similar a la que recibían los hombres en aquella época. Además, una de sus maestras despertó en ella la curiosidad por la Física, una asignatura que le obligaba a razonar más que a memorizar. De esta manera comenzó su formación universitaria que la convertiría en una de las científicas españolas más destacadas de su época.
Por ello, en 1967 se licenció en Ciencias Físicas por la Universidad Complutense de Madrid. Para realizar su trabajo de fin de carrera sobre la física atómica utilizó un ordenador IBM 1620. Este primer acercamiento a la informática con una máquina que utilizaba tarjetas perforadas supuso el comienzo de su carrera investigadora, en la que desarrolló desde uno de los primeros programas de inteligencia artificial en España hasta los primeros vehículos sin conductor.
Se doctoró en la Universidad Complutense de Madrid en 1977, con la tesis: Sistema de inteligencia artificial aplicado al diseño automático y un lenguaje orientado al problema.

### El coche autónomo
Tras su licenciatura, compaginó su labor docente a través de algunas clases en la Universidad con la investigación. Inició su labor investigadora gracias a una beca para trabajar en el Instituto de Electricidad y Automática del CSIC, situado en la facultad de Ciencias Físicas. Dicho instituto había sido creado por José García Santesmases, padre de la informática en España. Su principal línea de investigación fue la computación. De allí se trasladó al Instituto de Automática Industrial (actual Centro de Automática y Robótica), en la que aplicó técnicas de control y de automática de computación para resolver diversas aplicaciones. Su investigación se ha centrado en la resolución de objetivos prácticos para resolver el problema planteado en un principio.
En los años ochenta, comenzó a trabajar en la robótica. Primero con robots manipuladores, y después con robots móviles. Comenzó así el programa Autopía -un acrónimo de automatización y utopía-. Se pretendía suplir al conductor mediante un programa de computación, que pudiera conducir de la misma manera que cualquier conductor. Para lograr el vehículo sin conductor fue necesario contar con sensores en los coches, cámaras de visión, GPS, sensores de ultrasonidos. Y finalmente el coche funcionó. Se realizaron experimentos en España, concretamente recorriendo cien kilómetros por las carreteras coruñesas, en 2014.
La empresa Citroën les cedió un coche, al que llamaron Platero. Era un modelo pequeño y descapotable que se convirtió en el primer coche español sin conductor.

### Contaminación Atmosférica
También trabajó sobre la repercusión de la contaminación atmosférica en Madrid. Gracias a los datos recopilados por el Ayuntamiento y con las predicciones meteorológicas diseñaron un modelo que permitía predecir la contaminación que haría al día siguiente en Madrid.

### Homenaje
En octubre de 2019, el CSIC homenajeó a Teresa de Pedro, junto a otras científicas pioneras que intervinieron decisivamente en la historia de la ciencia española.